# Huehuetán
Huehuetán est une municipalité du Chiapas, au Mexique. Elle couvre une superficie de 313 km2 et compte 35 017 habitants en 2015.